# Eretes explicitus
Eretes explicitus är en skalbaggsart som beskrevs av K. B. Miller 2002. Eretes explicitus ingår i släktet Eretes och familjen dykare. Inga underarter finns listade i Catalogue of Life.